# Acanthilia intermedia
Acanthilia intermedia is een krabbensoort uit de familie van de Leucosiidae. De wetenschappelijke naam van de soort is voor het eerst geldig gepubliceerd in 1886 door Miers.